# André Malraux, la légende du siècle
Cet article possède un paronyme, voir La Légende des siècles.
André Malraux, la légende du siècle est une série de 9 téléfilms réalisés par Claude Santelli et Françoise Verny en 1971 et diffusée en 1972. 

## Fiche technique
- Titre : André Malraux, La Légende du siècle
- Producteur : Claude Santelli et Françoise Verny
- Scénariste : Claude Santelli et Françoise Verny
- Date de sortie : 29 avril 1972
- Date de diffusion : du 29 avril au 2 décembre 1972
- Chaîne de diffusion : 2e chaîne
- Pays : France
- Langue de tournage : français
- Durée : 9 émissions de 50 minutes chacune
- Genre : documentaire

## Résumé
À la suite d'un travail en collaboration avec André Malraux au sein de l'émission « Les cent Livres des hommes » qui avait sélectionné en 1970 son ouvrage intitulé L'Espoir pour lui consacrer une émission, Claude Santelli et Françoise Verny ont poursuivi un travail important avec l'auteur. En effet, Claude Santelli fasciné par l'écrivain, a décidé d'entreprendre une série de téléfilms retraçant la pensée et les méditations d'André Malraux sur des événements marquants de sa vie. La presse relatera à l'époque ses paroles : « Lorsqu'André Malraux m'a suggéré d'entreprendre un travail sur lui, j'ai été immédiatement séduit. J'ai été convaincu qu'il fallait qu'un large public puisse profiter de la pensée de cet homme exceptionnel. » Claude Santelli et Françoise Verny se sont alors rendus deux fois par semaine à Verrières-le-Buisson, lieu de résidence d'André Malraux, du 1er avril au 1er novembre 1971 afin de recueillir ses témoignages. Leurs conversations ont été enregistrées et André Malraux a été filmé pour que l'on conserve ses expressions.
Dans l'article intitulé Claude Santelli : le serviteur des livres et des grands écrivains de L'Est républicain datant de 1972, Claude Santelli s'exprime au sujet de son projet : « je n'ai voulu faire ni une biographie, ni une interview, ni une analyse de l’œuvre littéraire. J'ai laissé Malraux suivre le cours de ses réflexions sur les grands thèmes qui l'ont frappés au cours de sa vie, aussi bien politiques que philosophiques, esthétiques que métaphysiques. Il a parlé tout autant en homme qui médite sur les grandes questions qui se posent à chaque homme, que sur les personnages de premier plan qu'il a rencontrés dans une existence riche en événements. »
Après ces rencontres, Claude Santelli s'est penché sur ces enregistrements et a commencé un long travail de montage. Les conversations, les témoignages et les événements évoqués ont été illustrés par des images, et des textes de l'écrivain ont été lus par des comédiens tels qu'André Malraux lui-même, Michel Bouquet, Alain Cuny et Jean Vilar. Neuf émissions ont abouti de ce travail acharné. Ainsi, entre le 29 avril et le 2 décembre 1972, les téléspectateurs ont pu regarder ces neuf émissions diffusées sur la deuxième chaîne :
- Le peuple de la nuit
- Les papillons de Singapour
- Les conquérants
- L'Espoir est mort
- Viva la muerte
- La cathédrale retrouvée
- La condition humaine
- Le jeune homme de l'acropole
- Pour la mort des héros

Ces neuf émissions ont rendu André Malraux populaire aux yeux du public. Dans Le peuple de la nuit, André Malraux décrit la Résistance intérieure française comme le maquis, la torture et les camps de la mort. Un parallèle est réalisé entre l'arrestation de son personnage dans son ouvrage « L'Espoir » et sa propre arrestation en 1944, ainsi qu'entre les tortures qu'il décrit dans son ouvrage La voie Royale datant de 1925, que l'on peut comparer aux tortures pratiquées dans les camps d'extermination nazis. André Malraux est alors présenté comme un visionnaire. Dans cette émission des textes seront lus par Alain Cuny sur les lectures de l'Évangile que l'on faisait en prison et dans les camps de la mort et par Michel Bouquet sur la cérémonie du Panthéon en 1964. Des gravures de Goya faisant partie de la série intitulée Les Désastres de la guerre viennent ponctuer et illustrer la conversation de ce volet.
Les émissions sont orientées sur les idées d'André Malraux, sur ses angoisses. Les conversations hebdomadaires prennent la forme de méditations sur les notions de bien et de mal mises en parallèle avec la dureté de la guerre d'Espagne notamment. On retrouve également une réflexion sur la présence ou la non présence de Dieu, une question préoccupante pour André Malraux. Il aborde des thèmes tels que la guerre civile de 1936 en Espagne et son engagement au côté des Républicains dans Viva la muerte. Dans le téléfilm La cathédrale retrouvée, André Malraux parle de la Constitution de 1944, des combats de la brigade Alsace-Lorraine qu'il commandait. Il parle également de son engagement pour le Bengale en lutte pour son indépendance. Des images d'archives sur la Seconde Guerre mondiale, de l'Indochine, sont diffusées durant ce téléfilm.

## Fiche artistique

### Interprètes principaux
- André Malraux : André Malraux
- Michel Bouquet : récitant / narrateur
- Alain Cuny : récitant / narrateur
- Jean Vilar : récitant / narrateur

## Réception
Claude Santelli est présenté comme un homme passionné par la télévision, un réalisateur travailleur, acharné et passionné. Le lundi 3 avril 1972, Le Nouvel Observateur consacrait un article à son téléfilm réalisé en collaboration avec Françoise Verny dans la rubrique « autoportrait », rédigé par Jean Lacouture qui écrivait ces mots en guise de sous-titre : « Un feuilleton épique qui baigne dans un climat chrétien et donc, parfois, satanique. » Le climat chrétien et satanique ferait référence à la description que Malraux fait des tortures et des atrocités de la guerre dans la première émission Le peuple de la nuit.
Malraux dans cet article est décrit avec ces mots : « sur l'écran, ce visage disloqué, cette voix fracassée, la distance prise ici est plus grande par rapport au personnage Malraux, qui n'est plus le protagoniste mais le récitant et moins le héros que le desservant passionné du culte des héros ».
Quelques lignes plus loin, Malraux est visiblement critiqué dans certains passages pour une attitude suffisante : « L'épique tourne au dérisoire. C'est moins souvent le colonel Berger que Clappique, le bouffon sardonique de La Condition humaine, qui parle. L'absurde, l' « à quoi bon ? », le farfelu aux pattes de chat et aux ailes de nuit tournoient sur l'écran. Vanité des vanités : cet homme aux côtés de qui se battaient Jean Moulin et les rayés de Buchenwald, cet homme, fin de toutes choses, qu'est-il de plus que les bestioles en forme de nuage qui poudraient de blanc, comme des pierrots, le cavalier de la petite caravane des chercheurs de pierres dans la forêt d'Angkor ? »
Puis le journaliste souligne une forme de beauté et une certaine sensibilité dans la guerre : « Des trouvailles superbes, pourtant. Pendant la guerre d'Espagne, l'escadrille de Malraux avait d'abord affronté des Allemands aux visages entièrement masqués par les énormes lunettes que portaient ailleurs les aviateurs et qui faisaient d'eux des cibles anonymes, inhumaines, bonnes à abattre. (…) sous le masque, les visages s'animent, prennent une vérité humaine, une réalité troublante de fraternité. Comment tirer désormais sur ces hommes qui, ainsi que tous les combattants dans l'extrême péril, retrouvent, étonnés, candides, leur visage d'enfant ? »
Le journaliste pour finir, souligne la possible dérision dont Malraux pourrait faire preuve dans ce passage : « Dérision ? André Malraux raconte gravement qu'invité par le gouvernement japonais, il visite, à Tokyo, une maison de geishas. Saisissant la main de l'une d'elles, il lui dit de son air d'oracle foudroyé : « Vous, vous avez voulu vous tuer par deux fois ! » », avant de conclure l'article en reconnaissant l'émotion véhiculée par la participation de Jean Vilar en tant que narrateur /récitant, quelques jours avant sa mort.